# Yankee Doodle
Yankee Doodle ist ein populäres US-amerikanisches Lied und Kinderlied, das erstmals im 18. Jahrhundert veröffentlicht wurde. Ursprünglich war es ein Spottlied der britischen Offiziere über die amerikanischen Siedler, wurde aber im Laufe der Zeit zu einer patriotischen Hymne.

## Geschichte
Ursprünglich handelte es sich um ein Spottlied britischer Offiziere, um die ihnen untergebenen, in ihren Augen undisziplinierten und unorganisierten „Yankees“ zu verhöhnen, mit denen gemeinsam sie Mitte des 18. Jahrhunderts im Franzosen- und Indianerkrieg kämpften. Die Melodie basiert auf dem Schlaf-/Kinderlied Lucy Locket und geht ihrerseits vermutlich auf ältere europäische Volkslieder zurück. Der Text wird dem britischen Armeearzt Richard Shuckburgh zugeschrieben.
Bereits im Amerikanischen Unabhängigkeitskrieg nahmen die Einwohner der USA das Lied auf und gaben ihm eine positive, patriotische Bewertung. Im Sezessionskrieg wurde das Lied zu der Melodie der Nordstaaten.
Der Yankee Doodle wurde zur patriotische Hymne für die USA. Der Sender Voice of America spielt die Melodie täglich zu Beginn und Ende seiner Sendung. Die Melodie ist die offizielle Hymne des US-Bundesstaates Connecticut.

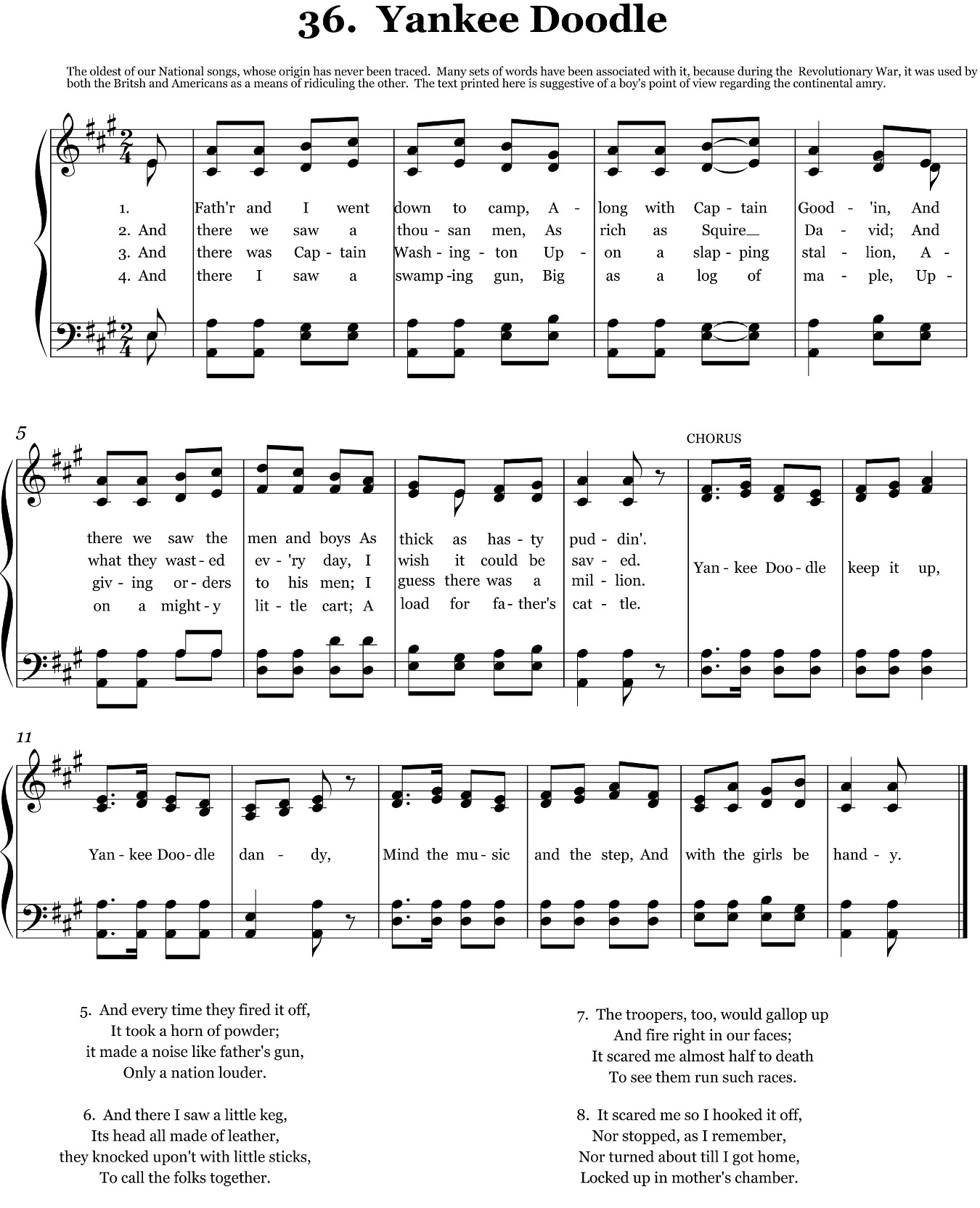
Notenblatt zu Yankee Doodle

Die erste Strophe, die heute meist gesungen wird, lautet:
Yankee Doodle went to town,

A-riding on a pony;

Stuck a feather in his hat,

And called it macaroni.
Refrain:
Yankee Doodle, keep it up,

Yankee Doodle dandy,

Mind the music and the step,

And with the girls be handy!

## Interpretation
Seinen Ursprung hat der Name Yankee womöglich in dem niederländischen Vornamen Jan. Verallgemeinert steht er für einen amerikanischen Kolonisten vom Lande, der selten ordentlich uniformiert in der Armee antrat. Das „doodle“ lässt sich mit Tölpel (oder Dödel) übersetzen, da diese Leute oft nicht lesen und schreiben konnten und zudem auch recht ungebildet waren. Von eben dieses Tölpels Anstrengungen, sich wie ein Europäer schick und mondän zu geben, handelt dieses Lied.
Yankee Doodle went to town – für den Tölpel ist ein Besuch in der Stadt stets ein Erlebnisausflug, selbst wenn die Stadt, rechtlich gesehen, nur ein Dorf ist.
A'riding on a pony – der Bauer hatte kein edles Ross, sondern ein kräftiges (Arbeits-)Pferd, welches hier mit der Bezeichnung Pony herabgesetzt wird.
Stuck a feather in his hat – die Feder am Hut als Ausdruck eines ganz besonderen Modebewusstseins des Tölpels.
And called it macaroni – Macaroni bezeichnet eine bestimmte Form von Modenarren im England der Zeit zwischen 1760 und 1780, die sich selbst ihrer Weltgewandtheit, Reiseerfahrung und Stilsicherheit rühmten. Im Lied soll dargestellt werden, dass für den Tölpel bereits eine Feder am Hut extravagant sei.
Yankee Doodle, keep it up, – Yankee Doodle, weiter so!
Yankee Doodle dandy, – der Dandy ist ein Mann, der großen Wert auf seine modische Erscheinung legt.
Mind the music and the step, – denke an die Musik und die Schritte(-folge) (die Tänze der Amerikaner waren deutlich rustikaler; er solle aufpassen, dass er nicht durcheinander komme)
And with the girls be handy! – und mit den Mädchen sei geschickt! (man traute dem dummen Yankee-Tölpel keine feinsinnigen Verhaltensweisen zu)

## Umdichtung
Der Yankee Doodle wurde während des Unabhängigkeitskrieges von Barry Taylor zu einem militärischen Marschlied umgedichtet. Dabei entstanden mit der Zeit über 190 Strophen, die inhaltlich oft die Briten verspotteten und den Freiheitskampf der Amerikaner verherrlichten.
Father and I went down to camp

Along with Captain Gooding

And there we saw the men and boys

As thick as hasty pudding.

Chorus

Yankee doodle, keep it up

Yankee doodle dandy

Mind the music and the step

And with the girls be handy.

There was Captain Washington

Upon a slapping stallion

A-giving orders to his men

I guess there was a million.

-Chorus-

And then the feathers on his hat

They looked so’ tarnal fin-a

I wanted pockily to get

To give to my Jemima.

And then we saw a swamping gun

Large as a log of maple

Upon a deuced little cart

A load for father’s cattle.

Chorus

And every time they shoot it off

It takes a horn of powder

It makes a noise like father’s gun

Only a nation louder.

Chorus

I went as nigh to one myself

As' Siah’s underpinning

And father went as nigh agin

I thought the deuce was in him.

We saw a little barrel, too

The heads were made of leather

They knocked upon it with little clubs

And called the folks together.

Chorus

And there they’d fife away like fun

And play on cornstalk fiddles

And some had ribbons red as blood

All bound around their middles.

The troopers, too, would gallop up

And fire right in our faces

It scared me almost to death

To see them run such races.

Chorus

Uncle Sam came there to change

Some pancakes and some onions

For’ lasses cake to carry home

To give his wife and young ones.

Chorus

But I can’t tell half I see

They kept up such a smother

So I took my hat off, made a bow

And scampered home to mother.

Chorus

Cousin Simon grew so bold

I thought he would have cocked it

It scared me so I streaked it off

And hung by father’s pocket.

Chorus

And there I saw a pumpkin shell

As big as mother’s basin

And every time they touched it off

They scampered like the nation.

Other Verses:

And there was Captain Washington,

With gentlefolks about him,

They say he’s gown so ’tarnal proud

He will not ride without them.

Chorus

There came Gen’ral Washington

Upon a snow-white charger

He looked as big as all outdoors

And thought that he was larger.

Chorus

## Computervirus
Mit der Bezeichnung „Yankee Doodle“ wurde ein Computervirus benannt, das im September 1989 erstmals isoliert wurde. Es handelt sich um ein speicherresidentes MS-DOS-Virus, das täglich um 17 Uhr den Refrain des Yankee-Doodle-Liedes über den Systemlautsprecher abspielt.

## Trivia
In dem Film Eins, Zwei, Drei geleitet eine Kuckucksuhr, die statt eines Kuckucks einen Uncle Sam enthält, mit der Melodie von Yankee Doodle im immer schnelleren Tempo durch die Geschehnisse. Die Melodie spielt auch in dem Musikstück Dueling Banjos des 1972 veröffentlichten mehrfach ausgezeichneten US-Kinofilm Beim Sterben ist jeder der Erste (englischer Originaltitel Deliverance) eine Rolle.